# Komiföld zászlaja
Az észt zászló alapján alakították ki: a feketét zöldre cserélték. A zászló színei a köztársaság földrajzi elhelyezkedésére és domborzati viszonyaira utalnak.
A kék az eget, a zöld a tajgát, a fehér pedig a havat képviseli. Más magyarázatok szerint a fehér a hattyúra, a finnugorok totemmadarára utal. A komi zászló nemzeti zászló és a Komi Köztársaság zászlaja is egyben.